# Yann Fouéré
Ne doit pas être confondu avec Adolphe Julien Fouéré.
Pour les articles homonymes, voir Fouéré.
 (mars 2025).
- Si vous ne connaissez pas le sujet, laissez ce bandeau (vous pouvez alors contacter les auteurs).
- Si vous supprimez le contenu mis en cause (vous pouvez préalablement contacter les auteurs),

argumentez précisément cette suppression dans la page de discussion
(un manque de référence n'est pas un argument ; une recherche réelle de référence doit avoir été effectuée, être formellement documentée).
Yann Fouéré, né le 26 juillet 1910 à Aignan, dans le Gers, mort le 20 octobre 2011 à Saint-Brieuc, dans les Côtes-d'Armor, est un essayiste, haut fonctionnaire, homme de presse et homme politique français. 
C'est un théoricien des idées nationalistes bretonnes. Il a été successivement propagandiste essayiste et fondateur de partis politiques. 
Condamné par contumace en 1946 pour faits de collaboration, il est acquitté et réhabilité en 1955 par un tribunal militaire.
Il est l'auteur d'un essai : L'Europe aux cent drapeaux (1968).

## Biographie

### Origines et jeunesse
Yann Fouéré naît en 1910 à Aignan.
À la faveur d'une mutation, ses parents reviennent en Bretagne et s'installent à Rennes en 1912 où naît sa sœur cadette Eliette (1913-1989). Après le déclenchement de la première Guerre mondiale, Jean Fouéré est mobilisé le 1er mars 1915 et rejoint le front. Sa femme et ses enfants s'installent chez les grands-parents maternels à Callac. Élevé en français dans une famille de notables d'un gros bourg de la campagne bretonne, « Yannick » ne conservera de cette période callacoise que des souvenirs liés à l'exotisme d'une campagne pauvre et sale, aux balades et aux parties de pêche avec son oncle Henri Liégard. Il dira également dans ses mémoires son étonnement de voir interdite la langue du pays dans l'enceinte de l'école publique qu'il fréquente. Son grand-père Adolphe meurt peu de temps après son arrivée à Callac. Son père est blessé par balle sur le front et n'échappe que de peu à la mort, tandis que son oncle Jules est tué.
En 1919, son père, auréolé d'une citation et décoré de la croix de guerre, est rendu à la vie civile et rejoint Paris où un ami de la famille, Yves Le Trocquer, vient d'être nommé secrétaire d'État à la liquidation des stocks puis ministre des Travaux publics en janvier 1920. Jean Fouéré devient son secrétaire particulier. À la même époque, la grand-mère prend sa retraite, vend la pharmacie de Callac et s'installe à Saint-Brieuc. Contrairement à sa sœur qui vit avec ses parents à Paris, Yannick est confié à sa grand-mère et s'installe à Saint-Brieuc. Il est inscrit à l'école Saint-Charles où il est régulièrement inscrit au tableau d'honneur. Il passe souvent les vacances chez sa grand-mère paternelle, dans la métairie du Bas-Breil à Évran. Il y cultive son goût pour la nature et les promenades.
Sa sixième achevée, il rejoint sa famille à Paris et est inscrit en cinquième au lycée Montaigne puis au lycée Louis-le-Grand réputé pour accueillir les meilleurs élèves de province. Fouéré dira dans ses mémoires qu'il y fut un élève médiocre. La vie parisienne lui fait regretter la campagne bretonne qu'il ne retrouve que pendant les vacances.
À partir de 1925, il étudie l’histoire et les traditions bretonnes, souscrit au journal Breiz Atao, et essaie d’apprendre la langue bretonne.
Après avoir terminé ses études secondaires en 1927 dans un lycée de Clermont-de-l’Oise, il étudie le droit et les sciences politiques à la faculté de droit de la Sorbonne et à  Sciences Po.
Ses études secondaires sont achevées au lycée de Clermont (Oise), au gré des affectations de son père. Faisant des études de droit (dont il sort avec un doctorat), puis en sciences politiques à l'École libre des sciences politiques. Il y obtient un doctorat en 1939.

### Carrière
Il entre au ministère de l’intérieur en juillet 1934.

#### Militant breton et fonctionnaire
Avec son père, il fréquente les milieux bretons de la capitale et finit par s'intéresser à la situation politique de sa région et à étudier son histoire, ainsi que la pensée fédéraliste de Proudhon. Une fois diplômé en lettres, en droit et en sciences politiques, il réussit le concours de rédacteur du ministère de l'Intérieur[réf. nécessaire].
Parallèlement à sa carrière de fonctionnaire, il s'investit dans la cause de l'enseignement du breton dans les écoles et fonde Ar Brezoneg er Skol (Le breton à l'école), une association active de 1934 à 1945, avec le concours de Yann Sohier et Roparz Hemon. En 1934, 346 communes bretonnes ont adopté le vœu rédigé par Yann Fouéré en faveur de l'enseignement de la langue bretonne dans les écoles[réf. nécessaire].
Il participe à la rédaction de la revue Bulletin des minorités nationales en France, rebaptisé Peuples et frontières, publiée de 1936 à 1939.

#### Seconde Guerre mondiale
Il est sous-préfet de Morlaix à la fin de 1940,.
Il lance en 1941 le quotidien La Bretagne qui tire à 15 000 exemplaires. Yann Fouéré devient partisan d'une révolution nécessaire et estime que la grandeur de la province bretonne passe nécessairement par les femmes. Pour ce faire, le quotidien breton met en exergue, tout au long de sa publication, l'archétype de la Bretonne idéale.
À sa tête, il cherche, selon Yann Fournis, à « mener un jeu complexe de fidélité stratégique à la France et à l'Allemagne, en vue d'affirmer les droits de la nation bretonne quelles que soient les conditions politiques ». La Bretagne a publié quelques textes antisémites, comme l'éditorial paru le 27 juin 1942 et intitulé « Notre tradition antisémite », dans lequel Olier Guyon se félicite de l'édit d'expulsion promulgué contre les juifs par le duc Jean II de Bretagne au début du XIIIe siècle. De même, le 24 mars 1941, dans un article protestant contre la projection du film Bécassine, le journal proclame : « Boutez dehors les cinéastes et acteurs israélites ». Dans le numéro 209 de La Bretagne, Yann Fouéré écrit : « Nous sommes et resterons bons Bretons et bons Français ».
Ce quotidien, placé sous le contrôle de censure de la Propaganda-Abteilung Frankreich, est financé par l'industriel Jacques Guillemot, ancien membre de l'Action française et partisan de la Révolution nationale [réf. nécessaire], et quelques industriels quimpérois. Il affiche, dans son premier numéro, une ligne politique visant à gagner les Bretons à la cause autonomiste :
« Il n'y a pas chez nous de haine de la France. Trop d'épreuves, trop de jours de deuils et de joies vécues en commun ont forgé notre union pour que, malgré des dissentiments passagers ou des rancœurs légitimes, nous pensions à la rompre. On peut être bon Breton sans négliger du même coup d'être bon Français ». Mais les campagnes contre le gouvernement français, en particulier sur le thème du ravitaillement, sont récurrentes[réf. nécessaire]. 
Au cours de l'année 1941, sous l'impulsion de Yann Fouéré, La Bretagne prend part avec d'autres journaux comme L'Heure Bretonne ou L'Œuvre, organe du Rassemblement national populaire de Marcel Déat, à une violente campagne de déstabilisation du préfet de la région de Rennes François Ripert, coordonnée par les autorités allemandes.
Il devient de 1942 à 1944, avec l’appui des maréchalistes, le secrétaire général du Comité consultatif de Bretagne (CCB) installé auprès du préfet de région à Rennes.
C'est dans La Bretagne que paraissent, en 1942, au moment de la grande rafle du Vélodrome d'Hiver, que paraissent plusieurs textes antisémites en langue bretonne, dans la rubrique dirigée par Xavier de Langlais, Lan hag Hervé, où l'auteur prétend qu'« il n'y a pas de juif en Bretagne, et que ceux que les Allemands prennent pour des Juifs sont, en réalité, de bons Bretons de souche ».
Grâce à son entremise entre la censure allemande de la presse et les journaux régionaux — il offre ses services à deux reprises pour limiter la prise de contrôle ou la suppression des plus puissants journaux de la région, L'Ouest-Éclair et La Dépêche —, il acquiert un rôle majeur dans le paysage médiatique régional dès 1941-1942. La Bretagne connaît des difficultés qui l'amènent à envisager un changement de rythme de parution, de quotidien à hebdomadaire, quand La Dépêche, journal tirant à 70 000 exemplaires, est menacée de suppression par l'occupant. Fouéré en prend le contrôle en mars 1942,. Jusque-là, le quotidien, dirigé par Victor Le Gorgeu, avait marqué un scepticisme certain à l'égard de la politique du gouvernement de Vichy. Ayant mis sur la touche l'ancienne direction radical-socialiste, il en devient le directeur politique de 1942 à 1945.
Lorsque Vichy crée en octobre 1942 le comité consultatif de Bretagne (CCB) auprès du préfet de région, Fouéré en devient membre, puis secrétaire général, après la démission de Prosper Jardin, de janvier à août 1944.
Françoise Morvan indique que le nom d'Yann Fouéré figure sur la liste des agents de la Gestapo en Bretagne sous le no SR 715,. Selon Yves Mervin, cette liste, connue depuis 1944, n'a été prise en compte ni par les tribunaux ni par les historiens dans leurs travaux,.

Il déclare dans son livre La Patrie interdite :
« L'occupant, le gouvernement de Vichy, n'étaient que de simples péripéties dans l'histoire de la Bretagne : elle en avait, au cours des temps, connu bien d'autres. ».

### Après guerre
En août 1944, il est envoyé en prison et est libéré pendant l’été 1945, où il fut placé en liberté provisoire.
Accusé d’intelligence avec l’ennemi, Fouéré ne se présente pas à son procès, le 18 mars 1946 : entré dans la clandestinité, il réussit en juillet à passer au Pays de Galles, où il échappe aux travaux forcés à perpétuité. Là, avec l’aide du Plaid Cymru, il publie en avril 1947 une brochure dans laquelle il livre sa version de l’histoire du nationalisme breton.
En 1948, il part en Irlande où il reprend, à Cleggan, dans le Connemara, une entreprise de mareyage de crustacés (homards et langoustes)[réf. nécessaire].
En 1955, il rentre en France.
En 1957, il fonde le Mouvement d'Organisation de la Bretagne, dont il est le leader jusqu'en 1969.
En 1962, il écrit, dans la revue nationaliste bretonne Ar Vro, à propos du Bezen Perrot, unité de supplétifs bretons affidés des Allemands contre les maquis et versés au Sicherheitsdienst (service de renseignement et de maintien de l'ordre de la SS), que cette milice « s'efforce de protéger les militants bretons menacés dans leurs vies par la Résistance française et combat les terroristes des maquis aux côtés des Allemands. Elle continue cette action jusqu'à l'évacuation de la Bretagne par les Allemands en août 1944. ».
En 1966, il fonde avec Yann Goulet le Front de libération de la Bretagne.
Entre 1972 et 1975, il dirige le Strollad ar Vro.
En 1973, il se présente aux élections législatives.
En 1975, il est arrêté dans le cadre de l'enquête sur les attentats du FLB-ARB suspecté d'en être l'inspirateur et le complice et est libéré, sans avoir été jugé, en décembre 1976,. Il relate sa détention dans son livre En prison pour le FLB.
Entre 1982 et 2000, il dirige le Parti pour l’Organisation de la Bretagne Libre.
Il y est accueilli par Gwynfor Evans et d'autres nationalistes gallois qui lui procurent des postes d'enseignant, puis, craignant que le gouvernement français ne demande son extradition, il décide de gagner l'Irlande en 1948.  
À la suite d'un changement de compétence des juridictions et du fait que les condamnations sont de plus en plus légères à mesure que le souvenir de la guerre s'éloigne dans le temps, il revient en France, se constitue prisonnier et est acquitté en mai 1955. Mais il perdra en appel le remboursement de la spoliation de ses biens. Malgré tout, il décide de retourner définitivement en Bretagne pour y continuer sa lutte pour une Bretagne plus autonome.

### Dernières années
Il écrit son autobiographie en 1995.

### Décès
Il meurt le 20 octobre 2011 à Saint-Brieuc.

## Prises de position

### Épuration
Dans certains de ses livres, il répond avec force énergie aux accusations d'Henri Fréville, membre de la commission régionale d'épuration des journaux, qui met en cause Marcel Coudurier, actionnaire dormant de La Dépêche pendant la guerre et bénéficiaire d'une mesure de réintégration dans le quotidien qui succède, Le Télégramme (Le titre a refusé de publier l'annonce de son décès dans ses colonnes).

### Séparatisme
Yann Fouéré est resté en relation avec Joseph Martray qui fut, sous l'Occupation, son « adjoint le plus direct à la direction politique de ses journaux » . Après son acquittement, il reprend son action politique en Bretagne, sans cesser ses activités commerciales en Irlande. 
Son but exprimé est de « démanteler l'État français » : 
« L'intérêt de la Bretagne et du peuple breton était toujours de démanteler cette forteresse. […] J'avais essayé de le faire avant la guerre, de même que pendant l'Occupation, car Vichy ne faisait que continuer Paris avec moins de moyens. […]. Il n'en restait pas moins qu'en 1956, c'était encore dans le cadre de l'État français que le combat d'émancipation devait se poursuivre. Ce cadre était archaïque et dépassé, mais il existait toujours. Seuls les combats nationaux de nos peuples étaient capables de le briser : avec l'aide, si possible et en compagnie, de tous ceux qui, en Europe, menaient des combats similaires. Martray le pensait aussi, et ceux qu'il animait. Il avait, grâce à l'appui du mouvement français La Fédération que dirigeait André Voisin, repris le combat […] Il s'était en même temps efforcé d'élargir le combat en créant en 1949 l'Union fédéraliste des communautés ethniques européennes. C'étaient bien là les deux aspects, les deux faces du combat qu'il fallait conjointement reprendre et poursuivre ».
En 1957, il lance avec Ronan Goarant et Yann Poupinot le Mouvement pour l'organisation de la Bretagne (MOB), dont il est un des animateurs et financiers, ainsi que L'Avenir de la Bretagne, journal dont il est propriétaire jusqu'en 1974. Cette organisation  se proclame apolitique, comme le plus souvent dans la mouvance traditionnelle de l'Emsav, jugeant les notions de « droite » et de « gauche » trop « françaises », mais se révèle dans les faits de droite ; elle défend le fédéralisme et l'unité européenne. Par ailleurs, de tendance séparatiste et ethnique, elle popularise la notion d'exploitation coloniale de la Bretagne par la France alors que le mouvement d'émancipation des peuples colonisés se développe en Afrique et en Asie.
C'est donc le MOB qui invente le slogan « Bretagne = colonie », et non pas sa scission de gauche de 1964, l'Union démocratique bretonne (UDB), qui le fera connaître par des affichages et des inscriptions peintes dans les années 1970.
En 1961, avec Alan Heusaff, Gwynfor Evans et J. E. Jones, respectivement président et secrétaire général du Plaid Cymru, parti nationaliste gallois, il fonde à Rhosllannerchrugog, au Pays de Galles, la Celtic League (Ligue celtique), mouvement dans lequel les différents partis nationalistes des 6 États et régions celtiques (Bretagne, Cornouailles, Écosse, île de Man, Irlande, Pays de Galles) sont représentés.

## Hommages
À l'occasion de son décès, des hommages lui sont rendus aussi bien par des militants nationalistes bretons de gauche ou d'extrême-gauche que de droite ou d'extrême-droite, Rue 89 soutenant que c'est dans les milieux identitaires que se trouvent ses héritiers les plus directs. À la fois du fait de son grand âge et de la durée exceptionnelle de sa vie politique, il a été qualifié dans quelques rares publications de patriarche du mouvement breton.
Il a créé la Fondation Yann Fouéré, de droit jersiais, et dont l'un des buts est de créer une « bibliothèque nationale de Bretagne », à partir de sa bibliothèque personnelle.
Il est le père de l'actrice franco-irlandaise Olwen Fouéré et d'Erwan Fouéré, Irlandais, diplomate européen, ambassadeur et qui est le gérant de la fondation.

## Publication

### L'Europe aux cent drapeaux
En 1968, Yann Fouéré publie L'Europe aux cent drapeaux. Dans cet ouvrage, Yann Fouéré développe sa grande idée : «le Fédéralisme Européen», l'autonomie des Nations sans État dans le cadre d'une Europe des nations plutôt que des États. Il est un des premiers à avoir dénoncé la confusion en France et en français entre citoyenneté et nationalité : « Il n'y a guère que l'État français au monde, à part ses citoyens qu'il endoctrine, à confondre, et encore le fait-il volontairement et pour des raisons de pure politique; nationalité et citoyenneté. […] La citoyenneté confère des droits politiques en un lieu donné, alors que la nationalité est un fait personnel et durable […] Seule la langue française a confondu ces deux mots… ».

### Autres publications
- Les Saints Bretons et leur œuvre nationale : Conférence au congrès Celtique de Dinard, édité à l'Enseigne de l'Hermine, Dinard, 1933.
- Enseigner le breton, exigence bretonne : La campagne et les efforts d'Ar Brezoneg er Skol, un programme minimum, le rapport Desgranges, textes et documents, Ar Brezoneg er Skol (Union pour l'enseignement du breton), Rennes, 1938. Préface de Yann Fouéré.
- De la Bretagne à la France et à l'Europe, Éditions du C.O.B., Lorient, Imprimerie de Bretagne, 1956.
- L'Europe aux Cent Drapeaux, essai pour servir à la construction de l'Europe , 1968, Presses d'Europe, Paris & Nice, 1976. Nouvelle édition 2011 par la fondation Yann Fouéré,  (ISBN 9782952969437)
- La Bretagne écartelée : essai pour servir à l'histoire de dix ans (1938 - 1948), Nouvelles éditions latines, 1962.
- Une Bretagne libre est elle viable ?, traduction-adaptation de Is Wales viable ? de Leopold Kohr, préface de Yann Fouéré.
- En prison pour la libération de la Bretagne. [En prison pour le F.L.B.], Nouvelles Éditions Latines, Les cahiers de l'avenir de la Bretagne; 3), 1977, numéro éditeur: 1068.
- Histoire résumée du mouvement breton, du XIXe siècle à nos jours (1800-1976). Quimper: Éditions Nature et Bretagne, (Les cahiers de l'avenir de la Bretagne; 4), 1977,  (ISBN 2-85257-027-0).
- L'Histoire du quotidien La Bretagne et les silences d'Henri Fréville (avec la coll. de Youenn Didro[45]), Les cahiers de l'avenir de la Bretagne, Saint-Brieuc, 1981.
- La Bretagne : la période moderne, Les Éditions d'Organisation, Paris, 1982 [source insuffisante]
- Problèmes bretons du temps présent, Les Éditions d'Organisation, Paris, 1982
- La Patrie interdite : Histoire d'un Breton, France Empire, 1987. Nouvelle édition 2011 par la fondation Yann Fouéré,  (ISBN 9782952969413).
- Ces Droits que les autres ont…, Les cahiers de l'avenir de la Bretagne, 1979,  (ISBN 2852570297)
- La maison du Connemara, éd. Coop Breizh, 1995. Nouvelle édition 2011 par la fondation Yann Fouéré,  (ISBN 9782952969420).
- Europe ! Nationalité bretonne… Citoyen français ?, éd. Coop Breizh, 2000,  (ISBN 2845600216).
- Projet de loi portant statut d'autonomie pour la Bretagne par Yann Fouéré, Thierry Jigourel, Jean Cevaër[46]… [et al.], Saint-Brieuc, Parti pour l'organisation de la Bretagne libre, 2001, Les cahiers de l'avenir de la Bretagne.
- Vérité sur l'affaire de la Bretagne, journal accusé de collaboration, s.d. [source insuffisante]